# Бернар Женгіні
Бернар Женгіні (фр. Bernard Genghini, нар. 18 січня 1958, Сульц-О-Рен) — французький футболіст, що грав на позиції півзахисника. По завершенні ігрової кар'єри — футбольний тренер.
Виступав, зокрема, за клуби «Сошо» та «Монако», а також національну збірну Франції, у складі якої став чемпіоном Європи та бронзовим призером чемпіонату світу.

## Клубна кар'єра
Народився 18 січня 1958 року в місті Сульц-О-Рен. Вихованець футбольної школи клубу «Сошо». Дорослу футбольну кар'єру розпочав 1976 року в основній команді того ж клубу, в якій провів шість сезонів, взявши участь у 181 матчі чемпіонату. Більшість часу, проведеного у складі «Сошо», був основним гравцем команди і одним з головних бомбардирів команди, маючи середню результативність на рівні 0,33 голу за гру першості.
Протягом сезону 1982/83 років захищав кольори «Сент-Етьєн».
Своєю грою за останню команду привернув увагу представників тренерського штабу клубу «Монако», до складу якого приєднався 1983 року. Відіграв за команду з Монако наступні три сезони своєї ігрової кар'єри. Граючи у складі «Монако», також здебільшого виходив на поле в основному складі команди. В новому клубі був серед найкращих голеодорів, відзначаючись забитим голом в середньому щонайменше у кожній третій грі чемпіонату. В «Монако» Женгіні став володарем Кубка і Суперкубка Франції, а також Кубка Альп. За клуб він зіграв 106 матчів, забив 46 голів. 
1986 року перейшов у швейцарський «Серветт», але того ж року повернувся на батьківщину, ставши гравцем «Марселя».
Завершив професійну ігрову кар'єру у «Бордо», за який виступав протягом сезону 1988/89 років, але зіграв лише у 4 матчах Дивізіону 1.

## Єврокубки
З 5 стартів у європейських клубних турнірах найкращі досягнення — півфінали: у розіграшах Кубка УЄФА 1980-81 у складі «Сошо» та Кубка кубків 1987-88, виступаючи за «Олімпік» (Марсель). Крім вищезазначених клубів, в євротурнірах грав у формах «Сент-Етьєна» та «Монако» (двічі).
У 24 іграх, провів 11 м'ячів. Відзначався у кожному сезоні.
Свою першу гру в єврокубках провів у складі «Сошо» проти швейцарського клубу «Серветт» у стартовій грі за Кубок УЄФА восени 1980 року. А у матчі-відповіді у Женеві через два тижні відкрив рахунок у своєму особистому заліку в турнірах УЄФА. Той матч французи програли — 1:2. До речі, у своєму першому сезоні він забив 6 голів у 10 матчах.
Остання гра у євротурнірах для 30-річного ветерана — перший півфінальний матч Кубка кубків у Марселі з амстердамським «Аяксом» весною 1988 року — 0:3. А у попередньому раунді — 1/4 фіналу — фінському «Рованіемен Паллосеура» забив свій останній гол.

### Статистика виступів у єврокубках по сезонах
| Сезон             | Клуб                | Турнір        | Досягнення    | Матчі | Перемоги | Нічиї | Поразки | Голи |
| ----------------- | ------------------- | ------------- | ------------- | ----- | -------- | ----- | ------- | ---- |
| 1980-81           | «Сошо»              | Кубок УЄФА    | Півфінал      | 10    | 4        | 3     | 3       | 6    |
| 1982-83           | «Сент-Етьєн»        | Кубок УЄФА    | 1/16 фіналу   | 3     | 1        | 1     | 1       | 1    |
| 1984-85           | «Монако»            | Кубок УЄФА    | 1/32 фіналу   | 2     | 0        | 1     | 1       | 2    |
| 1985-86           | «Монако»            | Кубок кубків  | 1/16 фіналу   | 2     | 1        | 0     | 1       | 1    |
| 1987-88           | «Олімпік» (Марсель) | Кубок кубків  | Півфінал      | 7     | 5        | 1     | 1       | 1    |
| ВСЬОГО за кар'єру | ВСЬОГО за кар'єру   | 5 євросезонів | 5 євросезонів | 24    | 11       | 6     | 7       | 11   |

### Статистика по турнірах
| Турнір          | Сезони | Матчі | Перемоги | Нічиї | Поразки | Голи |
| --------------- | ------ | ----- | -------- | ----- | ------- | ---- |
| Кубок чемпіонів | —      | —     | —        | —     | —       | —    |
| Кубок кубків    | 2      | 9     | 6        | 1     | 2       | 2    |
| Кубок УЄФА      | 3      | 15    | 5        | 5     | 5       | 9    |

### Єврокубкова статистика: сезони, турніри, матчі, голи
(1) — перший матч;

  2 — матч завершився з рахунком 2:0 на користь югославів.
 
  Однак через безлади з боку вболівальників «Хайдука» під час гри,
  французам присуджена технічна перемога 3:0.

## Виступи за збірну
Бернар Женгіні виступав за молодіжну збірну Франції (до 20 років), у складі якої в 1977 році брав участь у першому чемпіонаті світу серед молодіжних команд.
У національній збірній Франції Бернар дебютував 27 лютого 1980 року в товариському матчі проти збірної Греції, що завершився перемогою французів із рахунком 5:1. 
У 1982 році Женгіні взяв участь у чемпіонаті світу в Іспанії, де зіграв у п'яти матчах і відзначився двома голами. На цьому мундіалі французи посіли четверте місце. 
У 1984 році Женгіні взяв участь в домашньому чемпіонаті Європи, зігравши у двох матчах, зокрема і в фіналі зі збірною Іспанії, який завершився перемогою французів із рахунком 2:0. Ця перемога дозволила Франції завоювати свої перші золоті медалі у футбольних змаганнях. 
У 1986 році Бернар відправився на свій другий чемпіонат світу у Мексиці, де майже весь турнір просидів на лавці запасних і свою єдину гру провів лише в матчі за третє місце проти збірної Бельгії, який французи виграли з рахунком 4:2 і стали бронзовими призерами чемпіонату світу. Причому саме Женгіні забив переможний гол своєї збірної в овертаймі. 
Свій останній матч за збірну Женгіні провів у відбірковому турнірі чемпіонату Європи 1988 року зі збірною Ісландії, який завершився нульовою нічиєю. Всього ж за збірну Бернар Женгини зіграв 27 матчів, в яких забив 6 голів.

### На чемпіонатах світу та Європи
У складі збірної був учасником:
- чемпіонату світу 1982 року в Іспанії, на якому французи посіли 4-е місце;
- чемпіонату Європи 1984 року у Франції, ставши чемпіоном.
- чемпіонату світу 1986 року в Мексиці, на якому «сині» вибороли «бронзу».

| Рік  | Турнір           | Місце | Матчі | Перемоги | Нічиї | Поразки | Голи |
| ---- | ---------------- | ----- | ----- | -------- | ----- | ------- | ---- |
| 1982 | Чемпіонат світу  | 4     | 5     | 3        | 2     | 0       | 2    |
| 1984 | Чемпіонат Європи |       | 2     | 2        | 0     | 0       | 0    |
| 1986 | Чемпіонат світу  |       | 1     | 1        | 0     | 0       | 1    |

## Кар'єра тренера
Розпочав тренерську кар'єру невдовзі по завершенні кар'єри гравця, 1991 року, увійшовши до тренерського штабу клубу «Лібурн Сен-Серен», після чого у 1992–1995 роках був головним тренером «Мюлуза» з Дивізіону 2.
З 1999 року працював у «Сошо» в різні роки на посаді асистента, спортивного директора і скаута. Він покинув клуб в квітні 2015 року, за згодою нового китайського керівництва. У тому ж році став президентом нового клубу AGIIR Florival.
В грудні 2015 року увійшов в Керівний комітет «Мюлуза», де він відповідає за нагляд за спортивною стороною клубу.

## Особисте життя
Має італійське коріння. Він є батьком Бенджаміна Женгіні, який також став професійним футболістом.

## Досягнення

### Командні
Збірна Франції
- Чемпіон Європи: 1984
- Бронзовий призер чемпіонату світу: 1986

 «Сошо»
- Срібний призер чемпіонату Франції: 1980
- Бронзовий призер чемпіонату Франції: 1982

 «Монако»
- Срібний призер чемпіонату Франції: 1984
- Бронзовий призер чемпіонату Франції: 1985
- Володар Кубка Франції: 1985
- Фіналіст Кубка Франції: 1984
- Володар Суперкубка Франції: 1985
- Володар Кубка Альп (2): 1983, 1984

 «Олімпік» (Марсель)
- Срібний призер чемпіонату Франції: 1987
- Фіналіст Кубка Франції: 1987

## Статистика

### Клубна
border=1 align=center cellpadding=4 cellspacing=2 style="background: ivory; font-size: 95%; border: 1px #aaaaaa solid; border-collapse: collapse; clear:center"
| Клуб              | Сезон             | Чемпіонат Франції | Чемпіонат Франції | Кубок Франції | Кубок Франції | Кубок володарів кубків УЄФА | Кубок володарів кубків УЄФА | Кубок УЄФА | Кубок УЄФА | Разом | Разом |
| Клуб              | Сезон             | Ігри              | Голи              | Ігри          | Голи          | Ігри                        | Голи                        | Ігри       | Голи       | Ігри  | Голи  |
| ----------------- | ----------------- | ----------------- | ----------------- | ------------- | ------------- | --------------------------- | --------------------------- | ---------- | ---------- | ----- | ----- |
| Сошо              | 1976/77           | 3                 | 0                 | 1             | 0             | 0                           | 0                           | 0          | 0          | 4     | 0     |
| Сошо              | 1977/78           | 35                | 8                 | 9             | 2             | 0                           | 0                           | 0          | 0          | 44    | 10    |
| Сошо              | 1978/79           | 32                | 11                | 1             | 0             | 0                           | 0                           | 0          | 0          | 33    | 11    |
| Сошо              | 1979/80           | 38                | 15                | 6             | 2             | 0                           | 0                           | 0          | 0          | 44    | 17    |
| Сошо              | 1980/81           | 36                | 13                | 3             | 1             | 0                           | 0                           | 10         | 6          | 49    | 20    |
| Сошо              | 1981/82           | 37                | 13                | 1             | 0             | 0                           | 0                           | 0          | 0          | 38    | 13    |
| Сошо              | Разом             | 181               | 60                | 21            | 5             | 0                           | 0                           | 10         | 6          | 212   | 71    |
| Сент-Етьєн        | 1982/83           | 36                | 8                 | 2             | 1             | 0                           | 0                           | 3          | 1          | 41    | 10    |
| Сент-Етьєн        | Разом             | 36                | 8                 | 2             | 1             | 0                           | 0                           | 3          | 1          | 41    | 10    |
| Монако            | 1983/84           | 38                | 18                | 10            | 6             | 0                           | 0                           | 0          | 0          | 48    | 24    |
| Монако            | 1984/85           | 34                | 15                | 8             | 3             | 0                           | 0                           | 2          | 2          | 44    | 19    |
| Монако            | 1985/86           | 34                | 13                | 1             | 0             | 2                           | 1                           | 0          | 0          | 37    | 14    |
| Монако            | Разом             | 106               | 46                | 19            | 9             | 2                           | 1                           | 2          | 2          | 129   | 58    |
| Олімпік (Марсель) | 1986/87           | 8                 | 2                 | 6             | 2             | 0                           | 0                           | 0          | 0          | 14    | 4     |
| Олімпік (Марсель) | 1987/88           | 28                | 1                 | 1             | 0             | 7                           | 1                           | 0          | 0          | 36    | 2     |
| Олімпік (Марсель) | Разом             | 36                | 3                 | 7             | 2             | 7                           | 1                           | 0          | 0          | 50    | 6     |
| Бордо             | 1988/89           | 4                 | 1                 | 0             | 0             | 0                           | 0                           | 0          | 0          | 4     | 1     |
| Бордо             | Разом             | 4                 | 1                 | 0             | 0             | 0                           | 0                           | 0          | 0          | 4     | 1     |
| Всього за кар'єру | Всього за кар'єру | 363               | 118               | 49            | 17            | 9                           | 2                           | 15         | 9          | 436   | 146   |

### Збірна
border=1 align=center cellpadding=4 cellspacing=2 style="background: ivory; font-size: 95%; border: 1px #aaaaaa solid; border-collapse: collapse; clear:center"
| Збірна  | Год   | Фінальні матчі ЧС | Фінальні матчі ЧС | Фінальні матчі ЧЄ | Фінальні матчі ЧЄ | Відбіркові матчі ЧС | Відбіркові матчі ЧС | Відбіркові матчі ЧЄ | Відбіркові матчі ЧЄ | Товариські ігри | Товариські ігри | Разом | Разом |
| Збірна  | Год   | Ігри              | Голи              | Ігри              | Голи              | Ігри                | Голи                | Ігри                | Голи                | Ігри            | Голи            | Ігри  | Голи  |
| ------- | ----- | ----------------- | ----------------- | ----------------- | ----------------- | ------------------- | ------------------- | ------------------- | ------------------- | --------------- | --------------- | ----- | ----- |
| Франція | 1980  | 0                 | 0                 | 0                 | 0                 | 0                   | 0                   | 0                   | 0                   | 1               | 0               | 1     | 0     |
| Франція | 1981  | 0                 | 0                 | 0                 | 0                 | 3                   | 1                   | 0                   | 0                   | 1               | 0               | 4     | 1     |
| Франція | 1982  | 5                 | 2                 | 0                 | 0                 | 0                   | 0                   | 0                   | 0                   | 5               | 1               | 10    | 3     |
| Франція | 1983  | 0                 | 0                 | 0                 | 0                 | 0                   | 0                   | 0                   | 0                   | 4               | 0               | 4     | 0     |
| Франція | 1984  | 0                 | 0                 | 2                 | 0                 | 1                   | 0                   | 0                   | 0                   | 3               | 1               | 6     | 1     |
| Франція | 1985  | 0                 | 0                 | 0                 | 0                 | 0                   | 0                   | 0                   | 0                   | 0               | 0               | 0     | 0     |
| Франція | 1986  | 1                 | 1                 | 0                 | 0                 | 0                   | 0                   | 1                   | 0                   | 0               | 0               | 2     | 1     |
| Франція | Разом | 6                 | 3                 | 2                 | 0                 | 4                   | 1                   | 1                   | 0                   | 14              | 2               | 27    | 6     |